# Virmond
Virmond är en kommun i Brasilien.   Den ligger i delstaten Paraná, i den södra delen av landet, 1 200 km söder om huvudstaden Brasília. Antalet invånare är 3 950.
Omgivningarna runt Virmond är en mosaik av jordbruksmark och naturlig växtlighet. Runt Virmond är det ganska glesbefolkat, med 21 invånare per kvadratkilometer.